# 市岡站
市岡站（日语：／ Ichioka eki */?）是西日本旅客鐵道（JR西日本）藝備線的車站，位於岡山縣新見市哲西町上神代字荒神前1259番1號。

## 歷史
- 1953年（昭和28年）10月1日 - 國鐵藝備線坂根至矢神之間開設此站。
  - 當時車站地址為岡山縣阿哲郡矢神村（日语：矢神村）上神代字荒神前。
- 1955年（昭和30年）4月1日 - 隨著哲西町（日语：哲西町）成立，車站地址變為岡山縣阿哲郡哲西町上神代字荒神前。
- 1972年（昭和47年）9月1日 - 成為無人車站[1]。
- 1987年（昭和62年）4月1日 - 伴隨國鐵分割民營化，車站由西日本旅客鐵道（JR西日本）營運。
- 2005年（平成17年）3月31日 - 隨著新見市（第二次）成立，車站地址變為岡山縣新見市哲西町上神代字荒神前。

## 車站構造

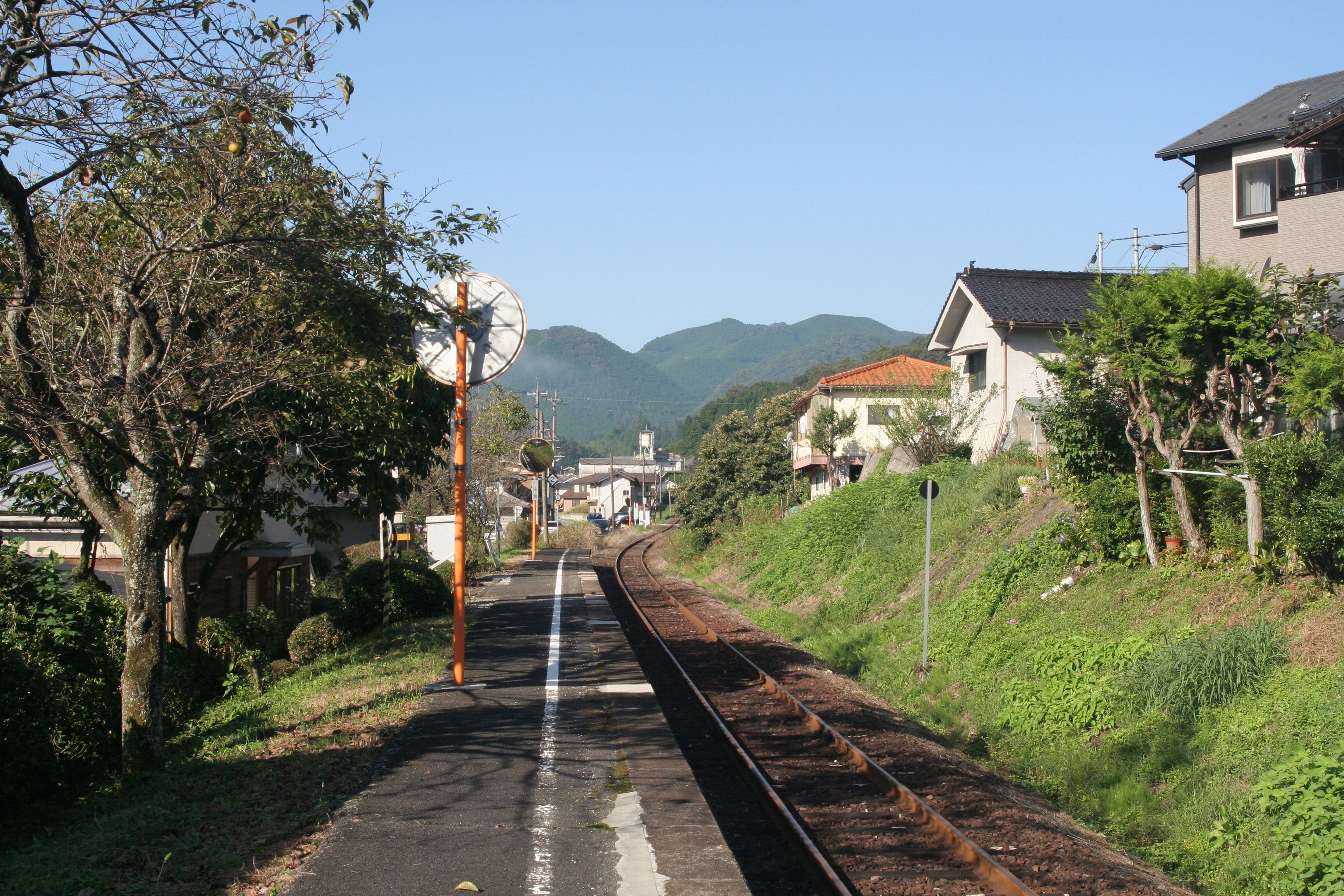
站內（2007年9月26日）

車站是一座地面車站，設有1面1線的單式月台，備後落合方向的列車會開啟左邊車門。新見方向和三次方向的列車使用同一月台。
此站是由新見站管理的無人車站。設有站房，無自動售票機。站房內設有「市岡親睦中心」。

## 使用狀況
以下為近年1日平均乘車人次列表。
| 年度 | 1日平均 乘車人次 |
| ---- | ---------------- |
| 1981 | 23               |
|      |                  |
| 1999 | 32               |
| 2000 | 26               |
| 2001 | 29               |
| 2002 | 21               |
| 2003 | 21               |
| 2004 | 14               |
| 2005 | 12               |
| 2006 | 9                |
| 2007 | 8                |
| 2008 | 17               |
| 2009 | 16               |
| 2010 | 17               |
| 2011 | 12               |
| 2012 | 11               |
| 2013 | 13               |
| 2014 | 10               |
| 2015 | 13               |
| 2016 | 11               |
| 2017 | 13               |
| 2018 | 8                |

## 車站周邊
- 市岡簡易郵局
- 神代川
- 國道182號（日语：国道182号）

## 相鄰車站
西日本旅客鐵道（JR西日本）
 藝備線
■快速
通過
■普通
坂根－市岡－矢神

## 注腳
1. ↑  中國新聞　1972年9月1日付
2. ↑  岡山縣統計年報 （页面存档备份，存于）（日語）

## 外部連結
- 市岡｜車站資訊：JR出門網 - 西日本旅客鐵道（日語）